# Бергенстроле, Юхан
Юхан Бергенстроле (швед. Johan Bergenstråhle, 13 мая 1756 — 7 марта 1840, Стокгольм) — шведский генерал, участник русско-шведских войн 1788—1790 и 1808—1809 годов.

## Биография
Родился 13 мая 1756 года, в 1769 году вступил на шведскую военную службу.
В 1788 году Бергенстроле сделался подполковником Нюландского пехотного полка, а с 1794 — полковником. В 1788—1790 годах принимал участие в русско-шведской войне, за отличие был награждён рыцарским крестом орденом Меча (26 ноября 1796). В 1802 году назначен генерал-адъютантом; в 1805 году назначен командиром Вестерботтенского полка.
Во время русско-шведской войны 1808—1809 годов Бергенстроле командовал корпусом, посланным в Финляндию на поддержку армии фельдмаршала Клингспора. 25 июня 1808 года он высадился под Вазой. В сражении на улицах Вазы его отряд был разгромлен, сам Бергенстроле в бою был контужен и вместе со всем штабом захвачен в плен. Отпущен на родину в конце 1808 года.
В 1813 году уволен в отставку с чином генерал-майора.
Скончался 7 марта 1840 года в Стокгольме.